# Wantawo
Wantawo est un woreda de la zone Nuer dans la région Gambela, en Éthiopie.
Il compte 20 970 habitants en 2007.

## Situation
Situé aux environs de 410 m d'altitude[réf. souhaitée] au nord-ouest de la zone Nuer de la région Gambela, le woreda est limitrophe du Soudan du Sud dont il est séparé par la rivière Pibor à l'ouest et par la rivière Baro au nord.
Du côté éthiopien, Wantawo est bordé
- à l'est par Makuey[1] ou par Jikawo[2], dans la zone Nuer ;
- au sud-est par le woreda Jor de la zone Anuak[1],[2] ;
- au sud par le woreda Akobo de la zone Nuer[1],[2].

Le chef-lieu du woreda s'appelle Mattar ou Metar,.

## Histoire
Le woreda est créé en 2003 : Wantawo regroupe des qebelés qui formaient auparavant la partie nord d'Akobo

## Démographie
D'après le recensement national de 2007 réalisé par l'Agence centrale de statistique d'Éthiopie, le woreda compte 20 970 habitants et 14 % de la population est urbaine.
La plupart des habitants (93 %) sont protestants, 3 % sont de religions traditionnelles africaines, 2 % sont catholiques et moins de 2 % sont orthodoxes.
Avec une superficie de 888 km2[réf. souhaitée], le woreda a une densité de population de 24 personnes par km2 ce qui est inférieur à la moyenne de la zone.